# Otrava houbami

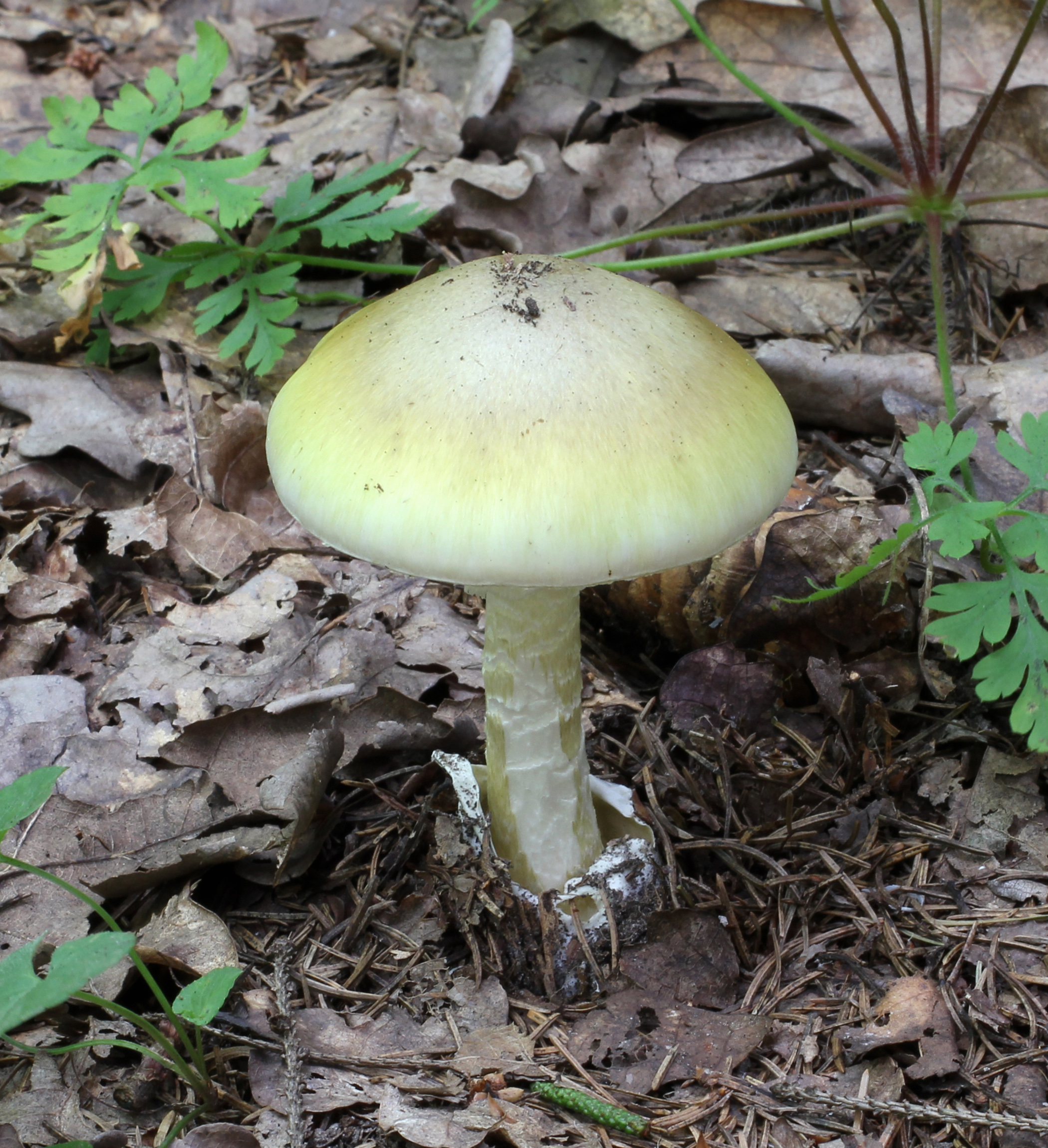
Muchomůrka zelená, jedna z nejnebezpečnějších hub světa.

Jako otrava houbami se označuje otrava vzniklá v důsledku konzumace hub. Obvykle se tím míní velké houby záměrně konzumované, v širším slova smyslu však lze zahrnout i otravy vzniklé nezáměrnou konzumací plísní a dalších menších hub při konzumaci jimi zamořené stravy (viz např. ergotismus).

## Obecné informace
Pod pojmem otrava z hub se skrývá široká paleta příznaků a následků závisejících na druhu požité houby, okolnostech, za kterých byla sebrána, množství této houby a způsobu jakým byla upravena a samozřejmě osobních dispozic konzumenta. Výsledkem může být na jedné straně pouze dlouhodobé zvracení (po konzumaci nedostatečně tepelně upraveného satana) nebo jemné a dočasné změny psychiky, na druhé straně trvalá invalidita či smrt (při požití muchomůrky zelené či pavučince plyšového). Obecně je v případě hub velmi těžké specifikovat množství biomasy, která už představuje riziko – obsah jedu totiž zpravidla velice silně kolísá v závislosti na mnoha těžko zjistitelných okolnostech.

## Jedovaté houby v Česku
V Česku je sběr hub velice populární a často je minimálně příležitostně praktikován i naprostými začátečníky. Vzhledem k tomu, že se na českém území vyskytuje řada velmi nebezpečných druhů hub (relativně vzácných), dochází občas k smrtelným otravám. Jako nejnebezpečnější se v tomto směru profiluje muchomůrka zelená (Amanita phalloides), považovaná za jednu z nejjedovatějších a nejnebezpečnějších hub světa,[kým?] a její blízké příbuzné. Kromě nich se v České republice vyskytují i další smrtelně jedovaté houby (většinou vzácnější), jako jsou pavučince (například pavučinec plyšový), vláknice (například vláknice začervenalá) a závojenky (závojenka olovová...).
Některé houby vyvolávají po požití psychotické stavy a halucinace – příkladem může být lysohlávka česká. Ty jsou často záměrně sbírány a konzumovány jakožto drogy, je nutno si ale uvědomit, že zde hrozí záměna se smrtelně jedovatými čepičatkami nebo předávkování.
Otrav nebo přiotrávení houbami se v Česku objevuje v průměru kolem 300 ročně, umírají v průměru asi 1–3 lidé, přičemž v poslední době[kdy?] jsou úmrtí velmi sporadická. Z jedovatých druhů působí nejvíce otrav muchomůrka tygrovaná.

## Otravy houbami primárně nejedovatými
Mimo klasických otrav požitím jedovaté houby se může objevit otrava z hub, které primárně jedovaté nejsou, ale přejaly nějakou jedovatou látku z okolí. Obavy v tomto ohledu vzbuzují zejména divoce rostoucí pečárky, bedly a čirůvky, které přirozeně kumulují ve svých plodnicích kadmium a rtuť a dokážou dosáhnout vysokých koncentrací i v prostředí, které jimi není příliš znečištěno.
Obecně lze říci, že tato oblast je velice špatně prozkoumaná, nicméně panuje konsenzus, že sběr a konzumace hub v oblastech, které jsou zamořeny např. těžkými kovy nebo radioaktivitou, je zcela nevhodná a nerozumná činnost, a to i v ojedinělých případech (o pravidelnějším sběru a konzumaci nemluvě). Celkově se proto zásadně nedoporučuje sběr na výsypkách a skládkách, v okolí cest s rušnou automobilovou dopravou nebo například na radioaktivních haldách v okolí jáchymovských uranových dolů.
Další možností, jak se „otrávit nejedovatými houbami“, je otrava ze zkažených hub (např. zapařených). Otravu pak způsobuje jed produkovaný mikroorganismy a plísněmi, které se v nevhodně skladovaných houbách a houbovitých pokrmech namnožily. Princip je podobný jako u otravy ze zkaženého masa.

## Zásady sběru hub
Zde je několik obecných zásad, které mají člověku zajistit, že se vyhne otravě houbami.
- Sbírám pouze houby, které dobře znám.
- Pokud nejsem skutečný znalec, vyhýbám se složitým rodům, jako jsou např. pavučince a všemu, kde hrozí riziko záměny.
- Při sebemenší pochybnosti nechám houbu být.
- Vyhýbám se oblastem, kde by se mohly v houbách koncentrovat nebezpečné kontaminanty (okraje cest s rušnou automobilovou dopravou, skládky, všelijak zamořená území)
- Nesbírám příliš staré houby, v nichž už začaly hnilobné procesy. Totéž platí pro houby přemrzlé.
- Nesbírám příliš mladé houby, u kterých nejde druh bezpečně poznat.

## Pověry
Existuje řada pověr, které si amatéři vytvořili a podle kterých houby sbírají v domnění, že jim nehrozí žádné nebezpečí. Vzhledem k tomu, že mnoho druhů jedovatých hub je velmi vzácných, mohou jim jejich pověry i dlouhodobě vycházet a tím získávat punc potvrzenosti. Přesto jsou však mylné a jejich vyvrácení může být nečekané a tragické. Zde jsou některé z nich (seznam určitě není kompletní):
- Pověra: Jedovaté houby jsou pestře zbarvené. – Není pravda. Řada smrtelně jedovatých hub je bílá nebo má nenápadnou barvu (např. muchomůrka zelená či muchomůrka jízlivá).
- Pověra: Jedovaté houby nejsou ožírané slimáky a hmyzími larvami. – Není pravda, např. muchomůrka zelená je pro hmyz neškodná a jeho larvy se v ní běžně vyskytují. Plži je též hojně vyhledávaná.
- Pověra: Jedovaté houby černají při styku se stříbrným nádobím či cibulí. – Není pravda. Řada hub černá, ovšem spíše při vyschnutí a zvadnutí, a to bez ohledu na přítomnost cibule nebo nádobí a už vůbec bez ohledu na to, zda jsou jedovaté či nikoliv.
- Pověra: Dlouhé převaření či smažení zlikviduje každý jed. – Není pravda. Pouze některé jedovaté houby ztrácejí tepelnou úpravou jedovatost (např. hřib satan), avšak většina toxinů je tepelně vysoce stabilní a var je neničí. Všechny smrtelně jedovaté houby vyskytující se na českém území si uchovávají svoji jedovatost i po dlouhodobé tepelné úpravě.
- Pověra: Když se spletu, tak se mi udělá špatně, a když nebudu váhat a nechám si vypláchnout žaludek, tak se mi nic hrozného nestane. – Chybný předpoklad. Řada smrtelně jedovatých druhů hub je zákeřná tím, že otrava se objeví až velmi dlouho po požití, tedy v okamžiku, kdy už je jed vstřebán a napáchal nevratné škody. To platí například u muchomůrky zelené, ale zejména u pavučince plyšového – u něj se první příznaky mohou objevit dokonce až po 3 týdnech, kdy lékaři mohou konstatovat už jen těžké poškození (nebo úplné a definitivní selhání) ledvin a trvalou invaliditu (případně smrt) pacienta.
- Pověra: Jedovaté houby chutnají odporně. – Není pravda. Naopak, řada smrtelně jedovatých hub je obecně označována jako chuťově vynikající, speciálně muchomůrka zelená a muchomůrka jízlivá jsou považovány za velmi chutné houby. František Smotlacha, legenda české mykologie, k tomu napsal: „Všechny houby opravdu jedovaté mají chuť a vůni příjemnou nebo aspoň nenápadnou a většinou i sympatický vzhled.“
- Pověra: Co roste na pařezu (resp. na dřevě), to je jedlé. – Není pravda. Například smrtelně jedovatá čepičatka jehličnanová běžně vyrůstá z padlých stromů a pařezů.